# HMS Hero (H99)
HMS Hero (H99) là một tàu khu trục lớp H được Hải quân Hoàng gia Anh Quốc chế tạo vào giữa những năm 1930. Trong cuộc Nội chiến Tây Ban Nha vào các năm 1936–1939, nó thực thi chính sách cấm vận vũ khí mà Anh và Pháp áp đặt cho các bên xung đột trong thành phần Hạm đội Địa Trung Hải. Trong những tháng đầu tiên của Chiến tranh Thế giới thứ hai, nó để truy lùng các tàu cướp tàu buôn Đức tại Ấn Độ Dương và tham gia trận Narvik thứ hai trong Chiến dịch Na Uy vào tháng 4-tháng 6 năm 1940 trước khi được điều quay trở lại Địa Trung Hải vào tháng 5 để hộ tống các đoàn tàu vận tải Malta. Con tàu đã tham gia trận chiến mũi Spada vào tháng 7 năm 1940; Chiến dịch Abstention vào tháng 2 năm 1941 cũng như trong việc triệt thoái binh lính Đồng Minh khỏi Hy Lạp và Crete vào tháng 4-tháng 5 năm 1941.
Hero đã bảo vệ cho cuộc đổ bộ trong Chiến dịch Syria–Lebanon vào tháng 6 năm 1941, rồi hộ tống các đoàn tàu tiếp liệu đến Tobruk, Libya không lâu sau đó. Nó bị hư hại bởi máy bay ném bom bổ nhào Đức đang khi cứu vớt những người sống sót từ chiếc tàu rải mìn Latona vào tháng 10 năm 1941, rồi tiếp tục hộ tống các chuyến vận tải đến Malta. Nó tham gia Trận Sirte thứ hai vào tháng 3 năm 1942 và Chiến dịch Vigorous vào tháng 6, đánh chìm hai tàu ngầm Đức trong năm 1942, rồi được điều quay trở về nhà vào cuối năm để được cải biến thành một tàu khu trục hộ tống. Con tàu được chuyển cho Hải quân Hoàng gia Canada vào năm 1943 và đổi tên thành HMCS Chaudière, tham gia Lực lượng Hộ tống giữa đại dương vào đầu năm 1944 trước khi được điều trở lại khu vực duyên hải Anh vào tháng 5 để bảo vệ lực lượng được tập trung cho chiến dịch Overlord. Cùng với các con tàu khác, nó đánh chìm thêm ba tàu ngầm Đức trong năm đó. Chaudière đang được tái trang bị khi xung đột kết thúc tại Châu Âu vào tháng 5 năm 1945. Ở trong tình trạng vật chất tệ hại, con tàu được cho ngừng hoạt động vào tháng 8 và bị bán để tháo dỡ sau đó. Tuy nhiên việc tháo dỡ chỉ hoàn tất vào năm 1950.

## Thiết kế và chế tạo
Hero có trọng lượng choán nước tiêu chuẩn 1.340 tấn Anh (1.360 t), và lên đến 1.859 tấn Anh (1.889 t) khi đầy tải. Nó có chiều dài chung 323 foot (98,5 m), mạn thuyền rộng 33 foot (10,1 m) và độ sâu của mớn nước là 12 foot 5 inch (3,8 m). Nó được dẫn động bởi hai turbine hơi nước Parsons truyền động ra hai trục chân vịt, sản sinh tổng công suất 34.000 mã lực càng (25.000 kW), cho phép nó đạt tốc độ tối đa 36 hải lý trên giờ (67 km/h; 41 mph). Hơi nước được cung cấp bởi ba nồi hơi ống nước Admiralty. Hero có thể mang theo tối đa 470 tấn Anh (480 t) dầu đốt, cho phép một tầm hoạt động tối đa 5.530 hải lý (10.240 km; 6.360 mi) ở tốc độ 15 hải lý trên giờ (28 km/h; 17 mph). Thành phần thủy thủ đoàn của nó bao gồm 137 sĩ quan và thủy thủ trong thời bình, nhưng tăng lên đến 146 người trong thời chiến. Khi phục vụ cùng Canada, thủy thủ đoàn của nó bao gồm 1đ sĩ quan và 171 thủy thủ.
Con tàu được trang bị bốn khẩu pháo QF 4,7 inch (120 mm) Mk. XII L/45 trên các tháp pháo nòng đơn. Cho mục đích phòng không, Hero có hai khẩu đội súng máy 0,5 in (13 mm) Mk.III bốn nòng. Nó còn có hai bệ ống phóng ngư lôi bốn nòng trên mặt nước dành cho ngư lôi 21 in (530 mm). Một đường ray thả mìn sâu và hai máy phóng được trang bị; ban đầu nó mang theo 20 quả mìn sâu, nhưng được tăng lên 35 quả không lâu sau khi chiến tranh bắt đầu. Đến giữa năm 1940, số lượng mìn sâu mang theo là 44 quả.
Hero được đặt hàng cho hãng Parsons Marine Steam Turbine Company vào ngày 13 tháng 12 năm 1934 trong Chương trình Chế tạo Hải quân 1934. Nó được gia công bởi nhà thầu phụ Vickers-Armstrongs và được đặt lườn tại xưởng tàu High Walker ở Newcastle-on-Tyne, Anh vào ngày 28 tháng 2 năm 1935; được hạ thủy vào ngày 10 tháng 3 năm 1936 và hoàn tất vào ngày 21 tháng 10 năm 1936 với chi phí 249.858 Bảng Anh, không tính đến các thiết bị do Bộ Hải quân Anh cung cấp như vũ khí, đạn dược và thiết bị thông tin liên lạc.

### Các cải biến trong chiến tranh
Hầu hết những chiếc còn sống sót cùng lớp với Hero có dàn ống phóng ngư lôi phía sau thay bằng một khẩu QF 12 pounder 3 inch (76,2 mm) phòng không vào năm 1940, tuy nhiên không thể biết rõ nó có được nâng cấp hay không vì đang được bố trí tại Địa Trung Hải cho đến năm 1943. Các thay đổi khác trước khi được cải biến thành một tàu khu trục hộ tống vào năm 1943 bao gồm thay thế các khẩu đội súng máy Vickers bốn nòng giữa các ống khói bằng pháo tự động Oerlikon 20 mm, đồng thời hai khẩu Oerlikon 20 mm khác được tăng cường trên bệ đèn pha cùng một cặp khác hai bên cánh của cầu tàu. Tháp điều khiển hỏa lực và máy đo tầm xa bên trên cầu tàu nhiều khả năng được thay bằng radar Kiểu 271 điều khiển hỏa lực vào lúc cải biến, cũng như thay thế tháp pháo ‘B’ bằng dàn súng cối Hedgehog chống tàu ngầm, và tăng cường radar Kiểu 286 dò tìm mặt đất tầm ngắn. Con tàu cũng được bổ sung máy định vị vô tuyến HF/DF đặt trên cột ăn-ten. Tháp pháo ‘Y’ được tháo dỡ lấy chỗ để mang thêm mìn sâu. Đến cuối chiến tranh, radar Kiểu 286 được thay thế bằng radar Kiểu 291 hiện đại hơn.

## Lịch sử hoạt động

### HMSHero
Sau khi nhập biên chế, Hero được phân về Chi hạm đội Khu trục 2 trực thuộc Hạm đội Địa Trung Hải, và đã tuần tra tại vùng biển Tây Ban Nha để thực thi chính sách cấm vận vũ khí đến các bên xung đột trong cuộc Nội chiến Tây Ban Nha. Nó trải qua một đợt tái trang bị tại Anh từ tháng 6 đến tháng 7 năm 1939. Gia nhập trở lại Hạm đội Địa Trung Hải sau khi hoàn tất, nó ở lại đây cho đến ngày 5 tháng 10, khi nó được chuyển đến Freetown, Sierra Leone để truy lùng các tàu cướp tàu buôn Đức tại Nam Đại Tây Dương cùng Lực lượng K. Hero quay trở về Anh vào tháng 1 năm 1940 và lại trải qua một đợt tái trang bị tại xưởng tàu Portsmouth từ ngày 15 tháng 2 đến ngày 16 tháng 3. Vào thời gian này, Chi hạm đội Khu trục 2 được phân về Hạm đội Nhà, và nó gia nhập trở lại hải đội sau khi hoàn tất việc nâng cấp.

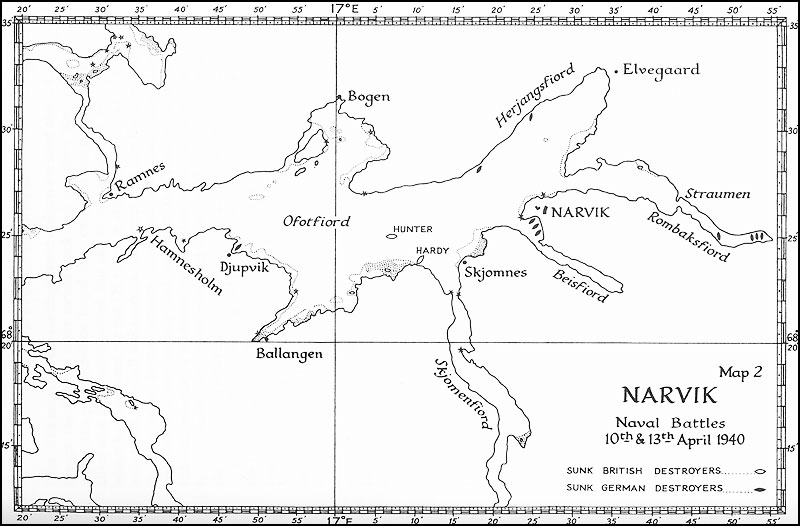
Bản đồ vũng biển Ofotfjord

Vào ngày 5 tháng 4, Hero hộ tống cho chiếc tàu chiến-tuần dương Renown khi nó bảo vệ cho các tàu rải mìn tiến hành Chiến dịch Wilfred, một hoạt động rải mìn ở Vestfjord nhằm ngăn chặn việc vận chuyển quặng sắt Thụy Điển từ Narvik đến Đức. Nó cùng với tàu chị em Hyperion dự định rải một bãi mìn ngoài khơi Bud, Na Uy vào ngày 8 tháng 4, và báo cáo vị trí cho phía Na Uy. Hero đã cùng tàu khu trục Foxhound kéo thiết bị quét mìn đi trước thiết giáp hạm Warspite và các tàu hộ tống khi chúng xâm nhập Vestfjorden đối đầu với các tàu khu trục Đức tại Narvik vào ngày 13 tháng 4. Nó cùng ba tàu khu trục khác truy đuổi các tàu chiến Đức còn lại đến Rombaksfjorden (nhánh cực Đông của Ofotfjord, phía Đông Narvik), nơi các tàu khu trục Đức rút lui do hết đạn. Hầu hết các tàu Đức đã tự đánh đắm và mắc cạn ở đầu vũng biển, nhưng liều chất nổ trên chiếc tàu khu trục Z18 Hans Lüdemann đã không kích nổ, và một đội đổ bộ nhỏ của Hero đã lên tàu. Họ không tìm thấy gì đáng kể vì con tàu đã bị bỏ lại, và một quả ngư lôi được phóng vào nó để ngăn cản các nỗ lực trục vớt.
Hero được chuyển trở lại Hạm đội Địa Trung Hải vào ngày 17 tháng 5 trong thành phần Chi hạm đội Khu trục 2 được tái lập. Trong Trận chiến mũi Spada vào ngày 19 tháng 7, nó đã hộ tống cho tàu tuần dương hạng nhẹ Australia Sydney, và đã cùng các tàu khác cứu vớt 525 người sống sót từ chiếc tàu tuần dương Ý Bartolomeo Colleoni. Cùng với tàu chị em Hostile và các tàu khu trục Nubian và Mohawk, nó được lệnh đi đến Gibraltar vào ngày 22 tháng 8, nơi chúng gia nhập Lực lượng H. Hostile trúng phải một quả mìn trên đường đi vào sáng ngày 23 tháng 8 ngoài khơi mũi Bon khiến lườn tàu bị vỡ. Vụ nổ làm thiệt mạng năm người và bị thương ba người khác. Mohawk đã cứu vớt những người sống sót trong khi Hero phóng hai quả ngư lôi đánh đám nó. Con tàu tham gia Chiến dịch Hats, một đợt vận tải tăng viện đến Malta, trong tháng 9 trước khi được tái trang bị tại đây vào tháng 11. Nó lên đường đi Bắc Đại Tây Dương khi Đoàn tàu Vận tải WS-5A báo cáo bị tàu tuần dương Đức Admiral Hipper tấn công vào ngày 25 tháng 12 để tập trung các tàu buôn bị phân tán.
Vào ngày 1 tháng 1 năm 1941, Hero là một trong các con tàu đã ngăn chặn một đoàn tàu vận tải của phe Vichy Pháp ngoài khơi Mellila và bắt giữ toàn bộ bốn chiếc tàu buôn. Nó tham gia Chiến dịch Excess vào đầu tháng 1 năm 1941 rồi được chuyển trở lại Hạm đội Địa Trung Hải sau đó. Vào ngày 27 tháng 2, nó triệt thoái một số nhỏ lính biệt kích Anh sống sót khỏi đảo Kastelorizo vốn đã tấn công chiếm đảo này trong Chiến dịch Abstention. Đến giữa tháng 4, nó hộ tống cho tàu vận chuyển nhanh cùng ba thiết giáp hạm đi từ Alexandria đến Malta, trước khi tiếp tục hộ tống các thiết giáp hạm khi chúng bắn phá Tripoli vào ngày 20 tháng 4. Sau khi được tiếp nhiên liệu tại Alexandria vào ngày 23 tháng 4, Hero khởi hành đi Hy Lạp để giúp triệt thoái binh lính Anh và khối Thịnh Vượng Chung khỏi các bãi biển. Trong cuộc triệt thoái khỏi Crete, nó đã cùng tàu khu trục di tản Vua George II cùng đoàn tùy tùng trong đêm 22-23 tháng 5.
Hero đã hộ tống cho tàu đổ bộ bộ binh (LSI) Glengyle khi chiếc này tiến hành một chiến dịch đổ bộ vào đầu tháng 6 năm 1941 lên bờ biển Li băng trong giai đoạn mở màn của Chiến dịch Exporter. Nó trải qua hầu hết thời gian còn lại của năm hộ tống các đoàn tàu vận tải tăng viện cho Tobruk. Cùng với tàu chị em Hotspur và tàu khu trục Encounter, nó hộ tống cho chiếc Latona vào ngày 25 tháng 10 trên đường đi Tobruk. Chúng bị máy bay ném bom bổ nhào Đức Junkers Ju 87 Stuka tấn công, đánh trúng Latona khiến nó bốc cháy. Hero và Encounter tiếp cận để cứu vớt thủy thủ đoàn và hành khách trước khi hầm đạn của Latona kích nổ; Hero bị hư hại do ba quả bom ném suýt trúng đang khi cặp theo Latona. Con tàu quay trở về Alexandria để sửa chữa, rồi hộ tống một đoàn tàu vận tải khác đến Malta vào tháng 1 năm 1942. Nó tham gia Trận Sirte thứ hai vào ngày 22 tháng 3 đang khi hộ tống một đoàn tàu vận tải đi đến Malta. Vào ngày 29 tháng 5, cùng với các tàu khu trục lớp Hunt Eridge và Hurworth, nó đã đánh chìm tàu ngầm U-568 về phía Đông Bắc Tobruk ở tọa độ 32°42′B 24°53′Đ / 32,7°B 24,883°Đ, và cứu vớt được 42 người sống sót.
Trong Chiến dịch Vigorous vào tháng 6, Hero tham gia thành phần hộ tống cho lực lượng bảo vệ của Hạm đội Địa Trung Hải cho đoàn tàu vận tải hướng đến Malta. Vào lúc này con tàu chưa được trang bị radar. Sau khi Quân đoàn châu Phi chiếm được Mersa Matruh vào cuối tháng 6, Bộ Hải quân Anh ra lệnh cho các tàu tiếp liệu tàu ngầm Medway và chiếc Corinthia của Hy Lạp chuyển đến Haifa, nhưng Medway trúng phải ngư lôi và chìm trên đường đi cho dù có một lực lượng hộ tống mạnh mẽ. Hero và tàu khu trục Zulu đã cứu vớt 1.105 người sống sót. Đến ngày 17 tháng 8, nó lại cứu vớt khoảng 1.100 người sống sót từ chiếc tàu chở quân Princess Marguerite bị trúng ngư lôi. Phối hợp với bốn tàu khu trục khác và một máy bay ném bom hạng nhẹ Vickers Wellesley của Không quân Hoàng gia Anh, Hero đã đánh chìm tàu ngầm  U-559 ở khoảng cách 60 hải lý (110 km; 69 mi) về phía Đông Bắc Port Said vào ngày 30 tháng 10. Con tàu sau đó được lệnh quay trở về Anh ngang qua mũi Hảo Vọng, để được cải biến thành một tàu khu trục hộ tống.

### HMCSChaudière
Công việc cải biến được thực hiện tại Portsmouth kéo dài từ tháng 4 đến tháng 11 năm 1943, và Hero được chuyển cho Hải quân Hoàng gia Canada như một món quà vào ngày 15 tháng 11 năm 1943, và được đổi tên thành HMCS Chaudière. Sau khi hoàn tất việc thử máy, nó được phân về Đội hộ tống C2 vào tháng 2 năm 1944, đặt căn cứ tại Derry. Vào ngày 6 tháng 3 năm 1944, đang khi hộ tống cho Đoàn tàu vận tải HX 228 về phía Tây Ireland, các tàu hộ tống đã buộc tàu ngầm  U-744 phải nổi lên mặt nước và đầu hàng sau khi bị truy đuổi trong 32 giờ. Do không thể kéo chiếc tàu ngầm trở về cảng, nó bị tàu khu trục Anh Icarus phóng ngư lôi đánh chìm. Con tàu được điều về Đội hộ tống 11 vào tháng 5 năm 1944 nhằm chuẩn bị cho Chiến dịch Overlord. Đội được giao nhiệm vụ bảo vệ tàu bè Đồng Minh trong eo biển Manche và vịnh Biscay, và cùng với các tàu khu trục HMCS Ottawa và HMCS Kootenay, nó đã đánh chìm tàu ngầm U-621 trong vịnh Biscay gần La Rochelle vào ngày 18 tháng 8. Hai ngày sau, cũng các con tàu trên lại đánh chìm tàu ngầm U-984 trong vịnh Biscay về phía Tây Brest Pháp. Sang tháng 11, Chaudière được gửi đến Sydney, Nova Scotia cho một đợt tái trang bị.
Công việc chỉ bắt đầu vào tháng 1 năm 1945 và vẫn đang tiến hành khi chiến tranh kết thúc vào tháng 5. Nó được cho là trong tình trạng vật chất tệ hại trong số các tàu khu trục Canada khi được khảo sát, và được xem là dư thừa so với nhu cầu vào ngày 13 tháng 6. Con tàu ngừng hoạt động vào ngày 17 tháng 8 năm 1945, và sau đó được bán cho hãng Dominion Steel Company để tháo dỡ. Công việc chỉ hoàn tất vào năm 1950.